# Амалия Филиппина де Бурбон
Ама́лия Филиппи́на де Бурбо́н, крещёная под именем Амалия Филиппина дель Пилар Бласа Бониса Вита Рита Лутгарда Романа Худас Тадеа Альберта Хосефа Ана Хоакина Лос Досе Апостолиос Бонифация Доменика Бибиана Вероника, (12 октября 1834 — 27 августа 1905) — испанская инфанта, дочь инфанта Франсиско де Паула, внучка короля Карла IV, двоюродная сестра королевы Изабеллы II, тётка короля Альфонсо XII. Её отец приходился родным дядей её матери.

## Биография
Донья Амалия Филиппина была одиннадцатой и последней дочерью инфанта Франциско де Паула де Бурбона и его первой жены Луизы Карлоты. Поскольку её родители были близкими родственниками, то она, как и её братья и сестры, приходилась королю Карлу IV и его жене Марии-Луизе Пармской одновременно внучкой и правнучкой.
Амалия Филиппина родилась в Мадриде во время регентства своей тётки королевы Марии Кристины. Её сестры Изабелла Фернанда, Луиза Тереза и Хосефина Фернанда были очень известны в своё время, благодаря своим любовным историям и скандальным бракам. Её старший брат, Франсиско де Асис женился на их царственной кузине Изабелле, а другой брат, Энрике, был знаменитым масоном и либералом. Сестра Амалии Филиппины Мария Кристина была замужем за инфантом Себастьяном Габриелем де Бурбон и Браганса.

## Брак и дети
25 августа 1856 года, в день Святого Людовика, небесного покровителя Франции и Баварии, донья Амалия Филиппина вышла замуж за немецкого принца Адальберта Баварского. Их брак стал первым из трех браков между представителями королевских семей Испании и Баварии.
У пары было пять детей:
- Людвиг Фердинанд (1859—1949), в браке с Марией де ла Пас Испанской;
- Альфонс (1862—1933), в браке с Луизой Орлеанской;
- Мария Изабелла (1863—1924), супруга Томмазо Савойского-Генуэзского;
- Эльвира Алехандра (1868—1943);
- Клара Эухения (1874—1941), умерла незамужней.

Донья Амалия Филиппина овдовела в 1875 году и не пожелала больше выходить замуж. Сама она скончалась в 1905 году в Мюнхене.